# Bettina Bonde
Bettina Bonde (* 14. September 1969 in Itzehoe) ist eine deutsche Journalistin und Politikerin (FDP).

## Leben
Bonde studierte nach dem Abitur am Katharineum zu Lübeck von 1988 bis 1993 Volkswirtschaftslehre an der Christian-Albrechts-Universität zu Kiel (Diplom). Von 1993 bis 1994 absolvierte sie ein Masterstudium an der London School of Economics and Political Science. Danach war sie Trainee bei der Deutschen Bank und wissenschaftliche Mitarbeiterin am Lehrstuhl für Ordnungs- und Strukturpolitik der Universität Hohenheim. 2001 wurde sie mit der Dissertation Deregulierung und Wettbewerb in der Elektrizitätswirtschaft. Eine Untersuchung der politischen Ökonomie der Liberalisierung im internationalen Vergleich zum Dr. rer. pol. promoviert.
Von 2000 bis 2003 war sie Wirtschaftsredakteurin bei der Frankfurter Allgemeinen Zeitung (FAZ). Von 2003 bis 2005 war sie Referentin für Wirtschaft, Verkehr, Landwirtschaft und Weinbau bei der Vertretung des Landes Rheinland-Pfalz in Berlin. Von 2005 bis 2009 war sie bei der FDP-Fraktion im Deutschen Bundestag tätig. Von 2009 bis 2012 fungierte sie als Staatssekretärin im Ministerium für Arbeit, Soziales und Gesundheit des Landes Schleswig-Holstein.

## Auszeichnungen
- 2001: Förderpreis des Ludwig-Erhard-Preises für Wirtschaftspublizistik

## Schriften (Auswahl)
- Deregulierung und Wettbewerb in der Elektrizitätswirtschaft. Eine Untersuchung der politischen Ökonomie der Liberalisierung im internationalen Vergleich (= Europäische Hochschulschriften. Reihe 5: Volks- und Betriebswirtschaft. Band 2811). Lang, Frankfurt am Main u. a. 2002, ISBN 3-631-38259-6.